# 士武
士 武（し ぶ、生没年不詳）は、中国後漢末期の豪族。父は士賜（日南太守）。兄は士燮・士壱・士䵋。

## 生涯
建安元年（196年）、苛政のために現地の人間から恨みを買っていた交州刺史の朱符（朱儁の子）が殺害される事件が起きた。交趾太守だった兄の士燮は混乱を収拾するため、弟の士壱を合浦太守に、士䵋を九真太守に、士武を南海太守にすることを朝廷に上奏した。この上奏が認められ、士氏の勢力は交趾・合浦・九真・南海に広がった。
建安15年（210年）、江東の孫権が配下の歩騭を交州刺史に任じ歩騭の軍を交州に差し向けると、士䵋は士燮らと共に孫権に降伏した。孫権は士燮・士壱・士䵋らの太守をそのまま据え置いたが、士武の名前は出てきていないのでこの頃までには士武は亡くなっていると思われる。